# Hemerobius greeni
Hemerobius greeni är en insektsart som beskrevs av Banks 1913. Hemerobius greeni ingår i släktet Hemerobius och familjen florsländor. Inga underarter finns listade i Catalogue of Life.